# Peter Heumos

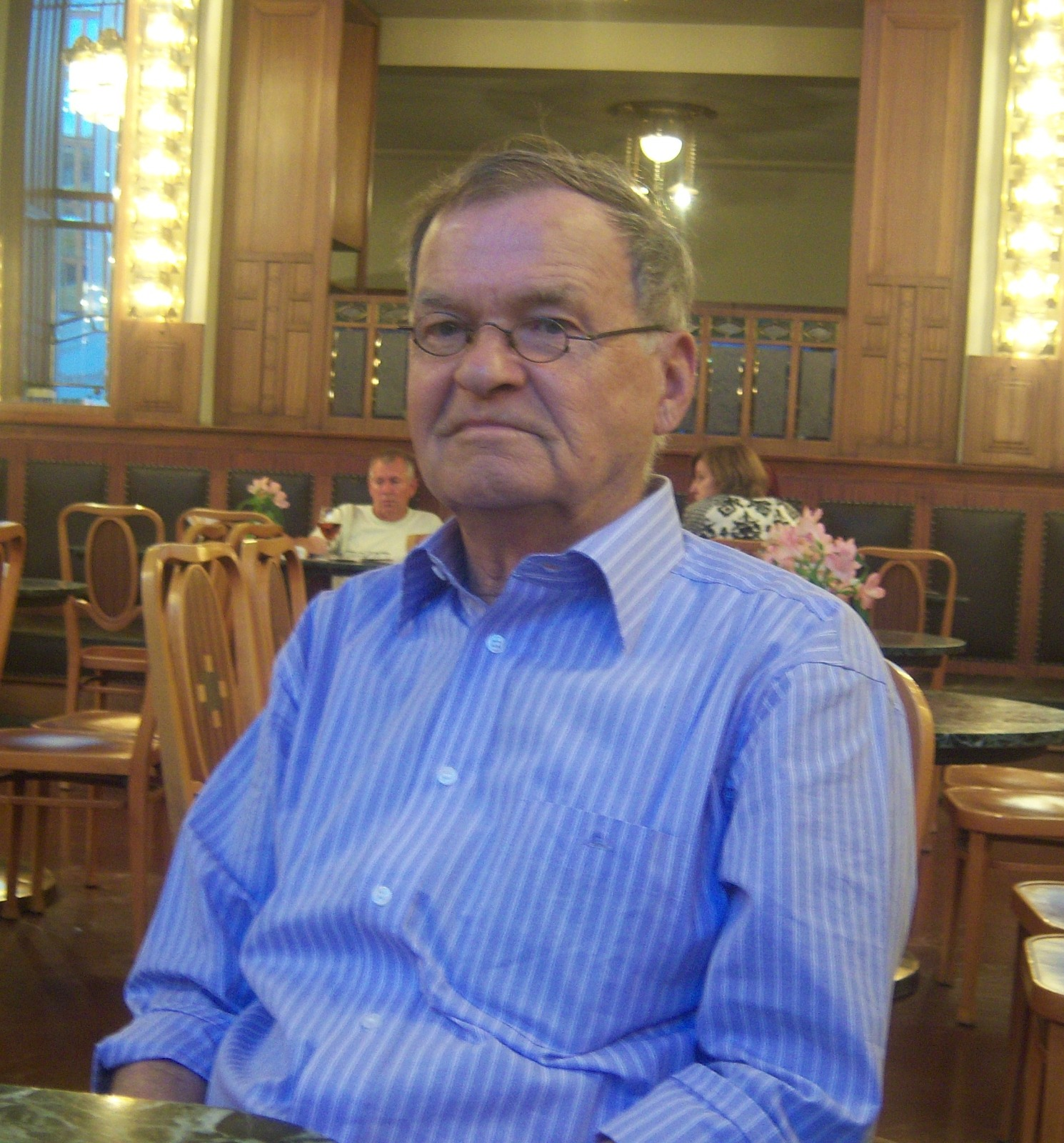
Peter Heumos (2011)

Peter Heumos (* 3. März 1938 in Krappitz, Landkreis Oppeln, Provinz Oberschlesien; † 12. Oktober 2022 in Vilsbiburg, Niederbayern) war ein deutscher Historiker, der sich hauptsächlich mit der Geschichte der Länder der böhmischen Krone bzw. der Tschechoslowakei und Ostmitteleuropas im 19. und 20. Jahrhundert befasste.

## Leben
Heumos wurde in Krappitz in Oberschlesien geboren. Er wuchs in Seefeld und Nordenham in der Wesermarsch und in Oldenburg auf. 1955 besuchte er die Schiffsjungenschule Kein Belegan der Elsflether Werft und absolvierte die Ausbildung zum Matrosen in der Handelsschifffahrt. 1962 erwarb er das Patent als nautischer Schiffsoffizier in großer Fahrt an der Seefahrtschule Bremen. Auf dem zweiten Bildungsweg machte er 1964 das Abitur am Braunschweig-Kolleg in Braunschweig. Als Stipendiat der Studienstiftung des deutschen Volkes studierte er Neuere Geschichte, Osteuropäische Geschichte und Slawistik in Göttingen (1964–1966), Bochum (1966–1968) und Prag (1968–1970). 
Bei Hans Roos an der Abteilung für Geschichtswissenschaft der Ruhr-Universität Bochum promovierte er 1972 mit einer Arbeit über die tschechische Bauernbewegung im 19. Jahrhundert. 1973–1983 war er wissenschaftlicher Mitarbeiter am Lehrstuhl für Osteuropäische Geschichte der Ruhr-Universität Bochum. 1987–2003 arbeitete er als wissenschaftlicher Mitarbeiter am Collegium Carolinum, Forschungsstelle für die böhmischen Länder, in München. Von 1990 bis 1994 war er gemeinsam mit Jan Křen Mitglied der Deutsch-Tschechischen und Deutsch-Slowakischen Historikerkommission.

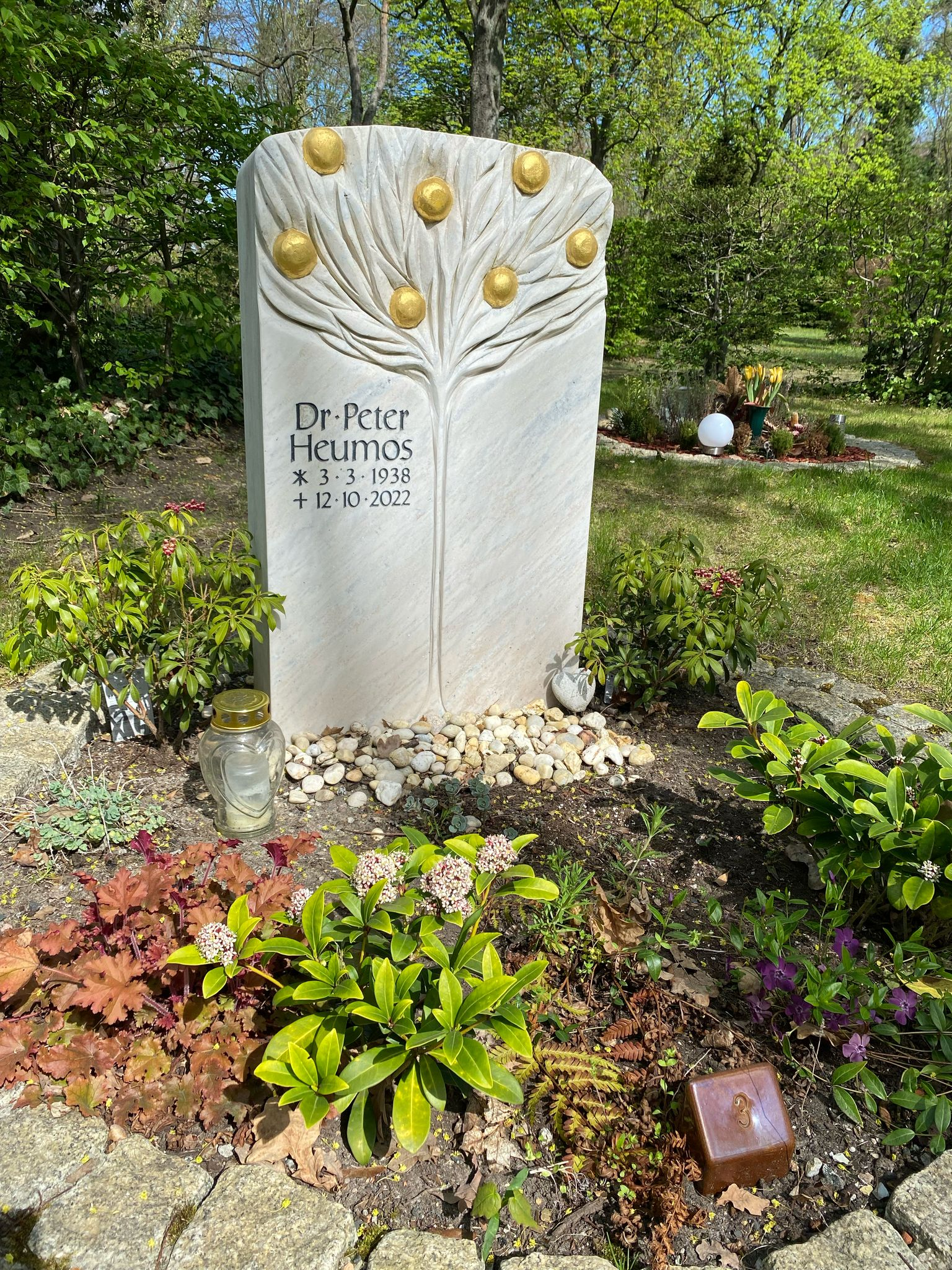
Grabstätte auf dem Zentralfriedhof Friedrichsfelde

Er war verheiratet und hat eine Tochter. Seine letzte Ruhestätte fand Peter Heumos auf dem Zentralfriedhof Friedrichsfelde in Berlin.

## Schwerpunkte
Heumos befasste sich vor allem mit der Sozialgeschichte und Zeitgeschichte der Länder der Böhmischen Krone, der Tschechoslowakei und Mitteleuropas. Im Zentrum stand dabei die Geschichte sozialer Gruppen wie der Arbeiterschaft vom 19. Jahrhundert bis zum Staatssozialismus. Neben fünf Monographien veröffentlichte er rund 100 Aufsätze. Mehrere seiner Schriften wurden ins Tschechische übersetzt. Heumos übersetzte fachwissenschaftliche Studien aus dem Tschechischen ins Deutsche, darunter Jan Křens Buch Die Konfliktgemeinschaft.

## Werke (Auswahl)
- Agrarische Interessen und nationale Politik in Böhmen 1848–1889. Sozialökonomische und organisatorische Entstehungsbedingungen der tschechischen Bauernbewegung (= Quellen und Studien zur Geschichte des östlichen Europa. Band 11). Steiner, Wiesbaden 1979, ISBN 978-3-515-02858-5 (251 S., Dissertation von 1972).
- Kleingewerbe und Handwerk in Prag im späten 19. und frühen 20. Jahrhundert. Struktur, wirtschaftliche Entwicklung und soziale Lagae der Kleingewerbe-Arbeiter. In: Bohemia. Zeitschrift für Geschichte und Kultur der böhmischen Länder. Band 24, Nr. 1. Oldenbourg, 1983, ISSN 0523-8587, S. 104–124 (bohemia-online.de).
- Die Konferenzen der sozialistischen Parteien Zentral- und Osteuropas in Prag und Budapest 1946 und 1947. Darstellung und Dokumentation (= Quellen und Studien zur Geschichte des östlichen Europa. Band 22). Steiner, Stuttgart 1985, ISBN 978-3-515-04234-5 (172 S.).
- Die Emigration aus der Tschechoslowakei nach Westeuropa und dem Nahen Osten 1938–1945. Politisch-soziale Struktur, Organisation und Asylbedingungen der tschechischen, deutschen, jüdischen und slowakischen Flüchtlinge während des Nationalsozialismus. Darstellung und Dokumentation (= Veröffentlichungen des Collegium Carolinum. Band 63). Oldenbourg, München 1989, ISBN 978-3-486-54561-6 (496 S.).
- Konfliktregelung und soziale Integration. Zur Struktur der Ersten Tschechoslowakischen Republik. In: Bohemia. Zeitschrift für Geschichte und Kultur der böhmischen Länder. Band 30, Nr. 1. Oldenbourg, 1989, ISSN 0523-8587, S. 52–70 (bohemia-online.de).
- „Kartoffeln her oder es gibt eine Revolution“. Hungerkrawalle, Streiks und Massenproteste in den böhmischen Ländern 1914–1918. In: Mitteilungsblatt des Instituts für soziale Bewegungen. Band 23. Klartext, 2000, ISSN 2196-6303, S. 148–176 (Wiederabdruck aus: Slezský sborník 97, 1999, S. 81–104).
- Aspekte des sozialen Milieus der Industriearbeiterschaft in der Tschechoslowakei vom Ende des Zweiten Weltkrieges bis zur Reformbewegung der sechziger Jahre. In: Bohemia. Zeitschrift für Geschichte und Kultur der böhmischen Länder. Band 42, Nr. 2. Oldenbourg, 2001, ISSN 0523-8587, S. 323–362 (bohemia-online.de).
- Industriearbeiter in der Tschechoslowakei 1945–1968. Ergebnisse eines Forschungsprojekts. In: Bohemia. Zeitschrift für Geschichte und Kultur der böhmischen Länder. Band 44, Nr. 1. Oldenbourg, 2003, ISSN 0523-8587, S. 146–171 (bohemia-online.de).
- Europäischer Sozialismus im Kalten Krieg. Briefe und Berichte 1944–1948 (= Quellen und Studien zur Sozialgeschichte. Band 20). Campus, Frankfurt am Main, New York 2004, ISBN 978-3-593-37470-3 (557 S.).
- „Vyhrňme si rukávy, než se kola zastaví !“ Dělníci a státní socialismus v Československu 1945–1968 (= Česká společnost po roce 1945. Band 2). Praha 2006 (143 S.).
- Strikes in Czechoslovakia, 1945-1968. Systems Analysis and the Debate over the Causes of the Collapse of State Socialism. In: Marsha Siefert (Hrsg.): Labor in state-socialist Europe, 1945–1989. Contributions to a history of work (= Work and Labor. Band 1). Central European University Press, Budapest, New York 2020, ISBN 978-963-386-337-4, S. 309–336.